# 아미가 CD32

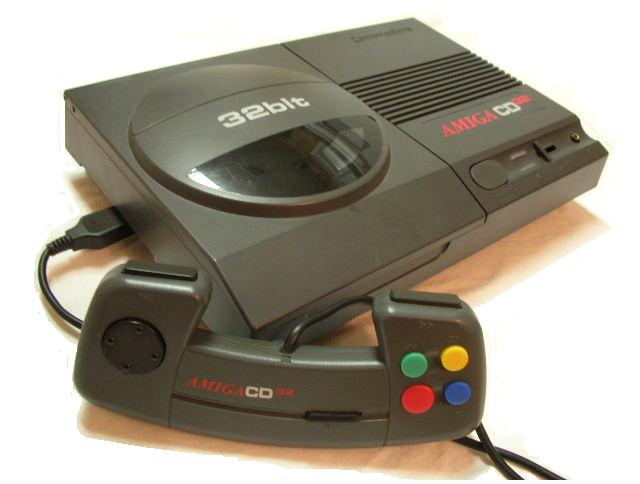
아미가 CD32

아미가 CD32(Amiga CD32)는 코모도어의 32비트 게임기로 1993년 7월 16일 런던 사이언스 박물관에서 발표되었으며 9월부터 판매되었다.
1993년과 1994년에는 영국에서는 메가 CD나 필립스 CD-i보다 판매량이 많았으나 미국에서는 특허 문제로 판매에 차질이 생긴데다 자금난이 겹쳐 1994년 4월 코모도어는 도산했고 도산과 동시에 CD32는 단종되었다. AVGN(앵그리 비디오 게임 너드)는 이 게임기가 구리다고 리뷰했다.

## 사양
- CPU : 모토로라 68EC020 14MHz
- 메모리
  - 램 : 2MB 칩 램
  - 롬 : 1 메가바이트 - 킥스타트 3.1 ROM (cdfs 파일 시스템 포함)
  - 플래시 롬 : 1 킬로바이트 - 게임 저장용
- 그래픽 : AGA 칩셋
  - PAL 320*256 - 1280*512, 50Hz, 15.60kHz
  - NTSC 320*200 - 1280*400, 60Hz, 15.72kHz
- 오디오 : 8비트 4채널(좌우 각각 2채널)
- 사용자 칩셋 : Lisa, Alice, Paula, Akiko
- 2배속 CD-ROM, 확장 슬롯 1개
- 게임패드, 직렬 포트, 2 게임 포트, 키보드 인터페이스

## 같이 보기
- 코모도어 64 게임 시스템